# تیم ملی فوتبال زیر ۲۰ سال پاراگوئه
تیم ملی فوتبال زیر ۲۰ سال پاراگوئه (انگلیسی: Paraguay men's national under-20 football team) یا تیم ملی فوتبال جوانان پاراگوئه، نماینده کشور پاراگوئه در مسابقات فوتبال جوانان آمریکای جنوبی و جهان است که زیر نظر اتحادیه فوتبال پاراگوئه فعالیت می‌کند.
از افتخارات این تیم می‌توان به کسب مقام قهرمانی در مسابقات فوتبال جوانان آمریکای جنوبی ۱۹۷۱ و کسب مقام چهارم در جام جهانی فوتبال زیر ۲۰ سال ۲۰۰۱ اشاره کرد.